# 石家庄西站
石家庄西站位于河北省石家庄市新华区，是石太铁路上的一个铁路车站，其前身是南新城站和大郭村站。1999年，两站合并为石家庄西站，分别为其一场和二场。车站Ⅰ、Ⅱ场均设有通往石家庄西环线孔寨线路所的联络线，使得石太铁路和石德铁路的货物列车能够进出石家庄南站；石西Ⅱ场还有地方铁路大宋铁路出岔连接朔黄铁路。
车站隶属于中国铁路北京局集团，现为二等站，现办理整车普通货物到发业务，此外还办理石太铁路货运列车的增减轴作业。